# 새닛

새닛의 위치

새닛(영어: Thanet)은 잉글랜드 켄트주에 위치한 비도시 자치구로 중심 도시는 마게이트이며 인구는 138,410명(2014년 기준), 면적은 103.30km2이다.